# Nick Lappin
Nick J. Lappin, född 1 november 1992, är en amerikansk professionell ishockeyforward som spelade senast för Florida Everblades i ECHL.
Han har tidigare spelat för New Jersey Devils i NHL; Albany Devils, Binghamton Devils, San Antonio Rampage, Cleveland Monsters och Lehigh Valley Phantoms i American Hockey League (AHL); Brown Bears i National Collegiate Athletic Association (NCAA) samt Cedar Rapids Roughriders och Tri-City Storm i United States Hockey League (USHL).
Lappin blev aldrig NHL-draftad.
Han är son till Peter Lappin.

## Statistik
| 2006–2007   | Chicago Mission          | T1EHL       | 28  | 5  | 11 | 16  | 22  | —  | — | — | — | — |
| 2007–2008   | Team Illinois            | T1EHL       | 31  | 9  | 12 | 21  | 22  | —  | — | — | — | — |
| 2008–2009   | Team Illinois            | T1EHL       | 46  | 12 | 16 | 28  | 34  | —  | — | — | — | — |
| 2009–2010   | Cedar Rapids Roughriders | USHL        | 35  | 4  | 4  | 8   | 46  | 3  | 0 | 0 | 0 | 2 |
| 2010–2011   | Cedar Rapids Roughriders | USHL        | 1   | 0  | 0  | 0   | 0   | —  | — | — | — | — |
|             | Tri-City Storm           | USHL        | 48  | 9  | 17 | 26  | 26  | —  | — | — | — | — |
| 2011–2012   | Tri-City Storm           | USHL        | 53  | 27 | 19 | 46  | 14  | 2  | 1 | 1 | 2 | 2 |
| 2012–2013   | Brown Bears              | NCAA        | 33  | 7  | 13 | 20  | 31  | —  | — | — | — | — |
| 2013–2014   | Brown Bears              | NCAA        | 30  | 13 | 19 | 32  | 2   | —  | — | — | — | — |
| 2014–2015   | Brown Bears              | NCAA        | 29  | 14 | 7  | 21  | 34  | —  | — | — | — | — |
| 2015–2016   | Brown Bears              | NCAA        | 31  | 17 | 16 | 33  | 12  | —  | — | — | — | — |
|             | Albany Devils            | AHL         | 12  | 3  | 4  | 7   | 19  | 11 | 5 | 2 | 7 | 2 |
| 2016–2017   | New Jersey Devils        | NHL         | 43  | 4  | 3  | 7   | 17  | —  | — | — | — | — |
|             | Albany Devils            | AHL         | 35  | 14 | 15 | 29  | 14  | 4  | 0 | 1 | 1 | 2 |
| 2017–2018   | New Jersey Devils        | NHL         | 6   | 1  | 0  | 1   | 4   | —  | — | — | — | — |
|             | Binghamton Devils        | AHL         | 65  | 31 | 22 | 53  | 37  | —  | — | — | — | — |
| 2018–2019   | New Jersey Devils        | NHL         | 11  | 0  | 0  | 0   | 0   | —  | — | — | — | — |
|             | Binghamton Devils        | AHL         | 56  | 19 | 15 | 34  | 25  | —  | — | — | — | — |
| 2019–2020   | San Antonio Rampage      | AHL         | 42  | 5  | 6  | 11  | 8   | —  | — | — | — | — |
| 2020–2021   | Cleveland Monsters       | AHL         | 11  | 1  | 1  | 2   | 2   | —  | — | — | — | — |
| 2021–2022   | Lehigh Valley Phantoms   | AHL         | 38  | 5  | 3  | 8   | 13  | —  | — | — | — | — |
| 2022–2023   | Florida Everblades       | ECHL        | 24  | 3  | 6  | 9   | 8   | —  | — | — | — | — |
| NHL totalt  | NHL totalt               | NHL totalt  | 60  | 5  | 3  | 8   | 21  | —  | — | — | — | — |
| AHL totalt  | AHL totalt               | AHL totalt  | 259 | 78 | 66 | 144 | 118 | 15 | 5 | 3 | 8 | 4 |
| NCAA totalt | NCAA totalt              | NCAA totalt | 123 | 51 | 55 | 106 | 79  | —  | — | — | — | — |
| USHL totalt | USHL totalt              | USHL totalt | 137 | 40 | 40 | 80  | 86  | 5  | 1 | 1 | 2 | 4 |